# Běnjué
Běnjué (本覺, in giapponese: hongaku; in coreano: 본각, pon’gak, bongak; in vietnamita: bản giác; lett. "illuminazione originaria", tradotto anche come "illuminazione intrinseca", o "illuminazione inerente") è una dottrina propria del buddismo Mahāyāna cinese, sintetizzata in particolar modo nel Dàshèngqǐxìnlùn (大乘起信論, "Risveglio della fede di Mahāyāna", dove intenderebbe rendere un ricostruito sanscrito *Mahāyānaśraddhotpādaśāstra; testo apocrifo attribuito ad Aśvaghoṣa le cui presunte prime traduzioni risalgono al VI secolo e presente ai T.D. 1666 e 1667 nelle rispettive traduzioni di Paramārtha e Śikṣānanda), la quale ha subito un suo ulteriore sviluppo all'interno del buddismo giapponese, dove viene indicata con la pronuncia in quella lingua dei caratteri 本覺 quindi come hongaku.

## La dottrina buddista cinese delběnjué
La dottrina buddista cinese riassume due nozioni già presenti nel buddismo Mahāyāna indiano, quella del tathāgatagarbha e quella dello ālayavijñāna le quali predicherebbero, secondo la dottrina cinese, ambedue la presenza negli esseri senzienti della "mente unica" (sanscrito: ekacitta;  cinese: 一心, yīxīn; giapponese: ishin). In tal senso all'interno di questo alveo dottrinale cinese, queste due dottrine indiane sono lette come due aspetti della medesima "mente unica".
Dal punto di vista dei budda e dei bodhisattva pienamente illuminati la "mente unica" degli esseri senzienti corrisponde al tathāgatagarbha ovvero essa è già completamente illuminata e incontaminata nella sua natura originaria (běnjué).
Dal punto di vista degli esseri ordinari (sanscrito: pṛthagjana), la "mente unica" degli esseri senzienti corrisponde a quella dello ālayavijñāna, ovvero a quello stato di purezza incontaminato ma afflitto dai "semi" (sanscrito: bīja) delle contaminazioni (sanscrito: kleśa) da cui deve liberarsi.
Ne consegue che, secondo il Dàshèngqǐxìnlùn, l'illuminazione risiede in due distinti ambiti: quello detto dello shǐjué (始覺, giapponese: shigaku; "illuminazione acquisita" o "illuminazione realizzata" attraverso la liberazione, la purificazione, dagli kleśa) e quello per l'appunto detto běnjué ("illuminazione originaria"). 
I budda e i bodhisattva che hanno realizzato lo shǐjué, comprendono allora che esso è identico al běnjué. Non vi è differenza alcuna tra shǐjué e běnjué, se la seconda è la natura autentica di ogni essere senziente, questo la rivela quando ottiene, per mezzo delle opportune pratiche religiose e spirituali, lo shǐjué.
La mente è sempre e comunque běnjué per budda e i bodhisattva pienamente illuminati, mentre per gli esseri ordinari essa è shǐjué, dove si scorge la necessità della sua illuminazione.
La dottrina del  běnjué verrà ulteriormente approfondita in trattati provenienti da scuole cinesi quali la Dìlùn (地論宗, Dìlùn zōng), la Huāyán (華嚴宗, Huāyán zōng) e la Tiāntái (天台宗, Tiāntái zōng).

## La dottrina buddista giapponese dellohongaku
La dottrina buddista cinese del běnjué è stata ulteriormente sviluppata nel buddismo medievale giapponese, dove la nozione, qui indicata come hongaku, non è più una indicazione "soteriologica", qualcosa da rinvenire nell'esperienza dell'illuminazione, quanto piuttosto è la stessa realtà del mondo: essa consiste in un dato ontologico di questa realtà, anche nel quotidiano.
La principale scuola buddista giapponese  che ha prodotto interpretazioni su questa dottrina e la Tendai, altre interpretazioni sono state propugnate dal scuole appartenenti alla tradizione del  buddismo della Terra Pura come la  Jōdo e la  Jōdo Shin.
Recentemente, quella corrente buddista giapponese che va sotto il nome di Hihan Bukkyō (批判佛教, "Buddismo critico") ha mosso una serie di osservazioni critiche inerenti a questa dottrina ritenendo che da essa possa originare un atteggiamento antinomistico, che propugna la dottrina brahmanica del Sé ( ātman), che difende l'esperienza mondana, con le sue ingiustizie sociali e il despotismo politico.